# Organizacja wiedzy
Organizacja wiedzy – dyscyplina naukowa obejmująca rozległy obszar zagadnień związanych z porządkowaniem informacji o wyodrębnionych obiektach rzeczywistości oraz zapewnieniem jej skutecznego wyszukiwania. Za jej cel zaś podaje się doskonalenie systemów, metod i procedur porządkowania zasobów informacji we wszystkich dziedzinach.